# Photinia callosa
Photinia callosa är en rosväxtart som beskrevs av Woon Young Chun och Yu. Photinia callosa ingår i släktet Photinia och familjen rosväxter. Inga underarter finns listade i Catalogue of Life.